# Władimir Isupow
Władimir Isupow (ros. Владимир Исупов; ur. ok. 1969) – radziecki biegacz narciarski. Największe sukcesy osiągnął w 1989 roku, kiedy zdobył dwa medale podczas mistrzostw świata juniorów w Vang. Najpierw zwyciężył w biegu na 10 km techniką klasyczną, a następnie złoty medal zdobył też w sztafecie. Na tej samej imprezie zajął ponadto 32. miejsce w biegu na dystansie 30 km stylem dowolnym. Nigdy nie wystąpił w zawodach Pucharu Świata. Nigdy też nie wziął udziału w igrzyskach olimpijskich ani mistrzostwach świata.

## Osiągnięcia

### Mistrzostwa świata juniorów
| Miejsce | Dzień    | Rok  | Miejscowość | Konkurs                 | Wynik     | Strata  | Zwyciężczyni   |
| ------- | -------- | ---- | ----------- | ----------------------- | --------- | ------- | -------------- |
| 32.     | 16 marca | 1989 | Vang        | 30 km stylem dowolnym   | 1:25:09,0 | +6:32,8 | Johann Mühlegg |
| 1.      | 18 marca | 1989 | Vang        | 10 km stylem klasycznym | 28:00,4   | -       | -              |
| 1.      | 19 marca | 1989 | Vang        | Sztafeta 4x10 km        | 1:55:56,0 | -       | -              |